# Fara v Abenbergu
Katolická fara v Abenbergu je stavba ve městě Abenberg v zemském okrese Roth v Bavorsku, spolkové zemi Spolkové republiky Německo. Stojí na Stillaplatz 10. Je chráněnou památkou (D-5-76-111-91). Náleží k farnímu kostelu svatého Jakuba.
Byla postavena na konci 17. a počátku 18. století. Má dvě podlaží a nad oboustranným schodištěm je vstup s kamenným portálem.